# فريتز هامر
فريتز هامر (بالألمانية: Fritz Hamer)‏ هو عالم نبات ألماني، ولد في 22 نوفمبر 1912 في هامبورغ في ألمانيا، وتوفي في 13 يناير 2004 في ساراسوتا في الولايات المتحدة.